# Ayase
Ayase (Japans: 綾瀬市, Ayase-shi) is een stad in de prefectuur Kanagawa in Japan. De oppervlakte van deze stad is 22,28 km² en begin 2010 heeft de stad bijna 83.000 inwoners.
In Ayase bevindt zich een steunpunt (NAF) van het Amerikaanse leger.

## Geschiedenis
Ayase werd een gemeente op 1 april 1945.
Ayase werd op 11 november 1978 een stad (shi).

## Verkeer
Ayase ligt aan de Tōkaidō Shinkansen van de Central Japan Railway Company en de Odakyū Enoshima-lijn van Odakyū Elektrische Spoorwegmaatschappij.
Ayase ligt aan de Tomei-autosnelweg (maar heeft er geen afslag) en aan de nationale autoweg 246 en aan de prefecturale wegen 22, 40, 42, 45 en 406.

## Economie
Ayase is bekend door de vleesverwerkende industrie en is de grootste producent van varkensproducten in Kanagawa.

## Aangrenzende steden
- Ebina
- Fujisawa
- Yamato

## Geboren in Ayase
- Yu Kashii (香椎 由宇, Kashii Yū), actrice